# Bibby Stockholm
Bibby Stockholm är en hotellpråm som ägs av Bibby Marine och är registrerad i Bridgetown i Barbados
.
Fartyget byggdes 1976 på Nederlandse Scheepsbouw i Amsterdam och byggdes om till bostadspråm år 1992.
Mellan 1994 och 1998 låg pråmen i Hamburg i Tyskland som bostad för hemlösa och asylsökande och år 2005 som förläggning för asylsökande i Rotterdam i Nederländerna.
Från 2013 till 2016 låg pråmen i 
Lerwick som tillfällig bostad  för en del av de arbetare som byggde en gasterminal på Shetlandsöarna på uppdrag av Petrofac. Under våren 2018 flyttades den till Piteå för att tjäna som tillfällig bostad för arbetare i samband med anläggning av  Markbygdens vindkraftpark.
Pråmen har hyrts av de engelska myndigheterna som bostad för upp till 500 asylsökande som tagit sig över Engelska kanalen. Den ligger förtöjd vid en hamn i Dorset och i början av augusti 2023 togs de första ensamstående männen ombord. Den beräknas vara i bruk i minst 18 månader.
Avtalet löper ut i januari 2025 och kommer inte förlängas efter det. 
Säkerhetsinspektörer från brandskyddsmyndigheten i Portland Dorset har i augusti 2023 krävt brådskande förändringar av Bibby Stockholm för att säkerställa säkerheten för de boende. 